# Лав Понтрјагин
Лав Семјонович Понтрјагин (рус. Лев Семёнович Понтрягин; Москва, 3. септембар 1908 — Москва, 3. мај 1988) је био совјетски и руски математичар. 
Понтрјагин је имао значајна открића у више области математике, укључујући геометријске аспекте топологије. Био је члан Академије наука СССР и херој социјалистичког рада 1969.

## Биографија
Лав Понтрјагин је рођен у Москви. Када му је било 14 година, изгубио је вид од експлозије примуса. Упркос слепилу, успео је да постане математичар уз помоћ своје мајке Татјане Андрејевне, која му је читала математичке књиге и радове, међу којима и радове Хајнца Хопфа, Вајтхеда и Хаслера Витнија.
Дипломирао је на Московском државном универзитету 1929. 1935. године је на Московском државном универзитету стекао и звање доктора наука (у руској номенклатури; одговара хабилитацији) са Павелом Александровим, а исте године је изабран за професора на истом универзитету. Од 1939. године је управник одељења Математичког института Стеклова. Од исте године је и дописни члан Академије наука СССР, а за сталног члана Академије је изабран 1958.
Понтрјагин је био контроверзна личност. Иако је међу својим пријатељима имао пуно пријатеља Јевреја, које је подржавао, у својим зрелим годинама је оптуживан за антисемитизам. Док је у исто време са Нејтаном Џекобсоном био потпредседник Међународне математичке уније, напао је Џекобсона да је „медиокритетски научник“ који представља „ционистички покрет“. Оптужбе за антисемитизам Понтрјагин је одбацио у чланку који је објављен у часопису Сајенс 1979, тврдећи да се борио са ционизмом, којег је сматрао обликом расизма. Понтрјагин је такође учествовао у неколико ноторних политичких кампања у Совјетском Савезу, посебно у Лузиновој афери.

## Рад
Понтрјагин је радио на теорији дуалности за хомологију још као студент. У вези са овим је конструисао теорију карактера Лијевих група и засновао темеље апстрактне теорије Фуријеове трансформације, који се данас називају дуалност по Понтрјагину. У топологији, Понтрјагин је поставио основни проблем теорије кобордизма. Ово је довело до увођења теорије карактеристичних класа 1940-их, које се данас називају Понтрјагиновим класама, које су зацртане тако да се анулирају на многострукости која је граница. У теорији оператора, посебни случајеви Крејнових простора су простори Понтрјагина.
У теорији осцилација, његови главни резултати односе се на асимптотику релаксационих осцилација. Касније у својој каријери је радио на теорији оптималне контроле у теорији управљања. Понтрјагинов принцип минимума је од темељног значаја за модерну теорију оптимизације. У овој области је увео и идеју бенг-бенг принципа, како би описао ситуације у којима се на систем може применити или максимално или никакво „заношење“. Имао је и фундаменталне резултате у теорији диференцијалних игара. Радови Понтрјагинове школе имали су велики утицај на развој теорије управљања и варијационог рачуна у целом свету.
Међу Понтрјагиновим студентима су и Дмитриј Аносов, Владимир Болтјански, Михаил Постњиков и Владимир Рохлин.

## Почасна звања и награде
- Почасни члан Лондонског математичког друштва (1953)
- Почасни члан Међународне академије „Астронаутика“ (1966)
- Потпредседник Међународне математичке уније (1970—1974)
- Почасни члан Мађарске академије наука (1972)
- Стаљинова награда (1941)
- Лењинова награда (1962)
- Три ордена Лењина
- Херој социјалистичког рада
- Медаља Лобачевског (1966)